# 梅爾溫
49°11′49″N 29°21′7″E / 49.19694°N 29.35194°E
梅爾溫（烏克蘭語：Мервин），是烏克蘭的村落，位於該國西南部文尼察州，由文尼察區負責管轄，始建於1314年，面積1.81平方公里，海拔高度241米，2001年人口490，人口密度每平方公里270.27人。